# IC 5029
IC 5029 — галактика типу Sbc (компактна витягнута спіральна галактика) у сузір'ї Мікроскоп.
Цей об'єкт міститься в оригінальній редакції індексного каталогу.